# 1989年美國職棒大聯盟選秀
1989年美國職棒大聯盟選秀為大聯盟第25屆選秀。巴爾的摩金鶯的班·麥克唐納為該年的首輪選秀狀元。

## 第一輪選秀
圖示
|  | 入選美國職棒大聯盟全明星賽的球員     |
|  | 入選美國國家棒球名人堂暨博物館的球員 |

| 順位 | 球員          | 球隊             | 位置   | 畢業學校                 |
| 1    | 班·麥克唐納   | 巴爾的摩金鶯     | 右投   | 路易斯安那州立大學       |
| 2    | 泰勒·休斯頓   | 亞特蘭大勇士     | 捕手   | 山谷高中                 |
| 3    | 羅傑·薩凱爾德 | 西雅圖水手       | 右投   | 薩奧古斯高中             |
| 4    | 傑夫·傑克森   | 費城費城人       | 外野手 | 西米昂高中               |
| 5    | 唐納·哈里斯   | 德州遊騎兵       | 外野手 | 德克薩斯理工大學         |
| 6    | 保羅·柯爾曼   | 聖路易紅雀       | 外野手 | 法蘭克斯頓高中           |
| 7    | 法蘭克·湯瑪斯 | 芝加哥白襪       | 一壘手 | 奧本大學                 |
| 8    | 厄爾·康寧漢   | 芝加哥小熊       | 外野手 | 蘭開斯特高中             |
| 9    | 凱爾·艾伯特   | 加州天使         | 左投   | 加州州立大學長堤分校     |
| 10   | 查爾斯·強森   | 蒙特婁博覽會     | 捕手   | 西木高中                 |
| 11   | 卡爾文·莫瑞   | 克里夫蘭印地安人 | 三壘手 | 懷特高中                 |
| 12   | 傑夫·朱登     | 休士頓太空人     | 右投   | 薩雷姆高中               |
| 13   | 布倫特·梅恩   | 堪薩斯市皇家     | 捕手   | 加州州立大學富勒頓分校   |
| 14   | 史蒂夫·霍西   | 舊金山巨人       | 外野手 | 加州州立大學弗雷斯諾分校 |
| 15   | 奇奇·瓊斯     | 洛杉磯道奇       | 右投   | 希爾斯波羅高中           |
| 16   | 葛雷格·布洛瑟 | 波士頓紅襪       | 外野手 | 薩拉索塔高中             |
| 17   | 卡爾·艾德瑞德 | 密爾瓦基釀酒人   | 右投   | 愛荷華大學               |
| 18   | 威利·葛林     | 匹茲堡海盜       | 游擊手 | 瓊斯縣立高中             |
| 19   | 艾迪·佐斯基   | 多倫多藍鳥       | 游擊手 | 加州州立大學弗雷斯諾分校 |
| 20   | 史考特·布萊恩 | 辛辛那提紅人     | 外野手 | 德克薩斯大學奧斯汀分校   |
| 21   | 葛雷格·高爾   | 底特律老虎       | 右投   | 聖克拉拉大學             |
| 22   | 湯姆·古德溫   | 洛杉磯道奇       | 外野手 | 加州州立大學弗雷斯諾分校 |
| 23   | 摩·沃恩       | 波士頓紅襪       | 一壘手 | 薛頓賀爾大學             |
| 24   | 艾蘭·辛特     | 紐約大都會       | 捕手   | 亞利桑那大學             |
| 25   | 查克·諾布勞克 | 明尼蘇達雙城     | 二壘手 | 德克薩斯農工大學         |
| 26   | 史考特·伯勒爾 | 西雅圖水手       | 右投   | 漢登高中                 |

## 補償選秀
圖示
|  | 入選美國職棒大聯盟全明星賽的球員     |
|  | 入選美國國家棒球名人堂暨博物館的球員 |

| 順位 | 球員            | 球隊           | 位置   | 畢業學校           |
| 27   | 陶德·瓊斯       | 休士頓太空人   | 右投   | 傑克遜維爾州立大學 |
| 28   | 傑米·麥克安德魯 | 洛杉磯道奇     | 右投   | 佛羅里達大學       |
| 29   | 凱文·莫頓       | 波士頓紅襪     | 左投   | 薛頓賀爾大學       |
| 30   | 高登·波威爾     | 密爾瓦基釀酒人 | 三壘手 | 休斯高中           |

## 其他著名球員
- 布萊恩·杭特（英语：Brian Hunter (outfielder)）, 第2輪, 35順位被休士頓太空人選走
- 提姆·賽門, 第3輪, 69順位被加州天使選走
- 傑瑞·迪波托（英语：Jerry Dipoto）, 第3輪, 71順位被克里夫蘭印地安人選走
- 沙恩·雷諾茲（英语：Shane Reynolds）, 第3輪, 72順位被休士頓太空人選走
- 約翰·歐勒魯德, 第3輪, 79順位被多倫多藍鳥選走
- 菲爾·奈文（英语：Phil Nevin）, 第3輪, 82順位被洛杉磯道奇選走, 但未簽約
- 艾瑞克·威吉（英语：Eric Wedge）, 第3輪, 83順位被波士頓紅襪選走
- 布魯克·佛迪斯（英语：Brook Fordyce）, 第3輪, 84順位被紐約大都會選走
- 丹尼·內格爾（英语：Denny Neagle）, 第3輪, 85順位被明尼蘇達雙城選走
- 傑夫·巴格威爾, 第4輪, 110順位被波士頓紅襪選走
- 史考特·艾瑞克森（英语：Scott Erickson）, 第4輪, 112順位被明尼蘇達雙城選走
- 萊恩·克列斯科, 第4輪, 116順位被亞特蘭大勇士選走
- 艾蘭·安布里（英语：Alan Embree）, 第5輪, 125順位被克里夫蘭印地安人選走
- J·T·史諾（英语：J. T. Snow）, 第5輪, 129順位被紐約洋基選走
- 保羅·庫安崔爾（英语：Paul Quantrill）, 第6輪, 163順位被波士頓紅襪選走
- 拉斯·史普林格（英语：Russ Springer）, 第7輪, 181順位被紐約洋基選走
- 布奇·胡斯基（英语：Butch Huskey）, 第7輪, 190順位被紐約大都會選走
- 柯特·萊斯凱尼克（英语：Curt Leskanic）, 第8輪, 203順位被克里夫蘭印地安人選走
- 麥克·蘭辛（英语：Mike Lansing）, 第9輪, 219順位被巴爾的摩金鶯選走, 但未簽約
- 史特林·希區考克（英语：Sterling Hitchcock）, 第9輪, 233順位被紐約洋基選走
- 傑佛瑞·哈蒙茲（英语：Jeffrey Hammonds）, 第9輪, 237順位被多倫多藍鳥選走, 但未簽約
- 查德·莫托拉（英语：Chad Mottola）, 第10輪, 245順位被巴爾的摩金鶯選走, 但未簽約
- 史考特·麥克勞恩（英语：Scot McCloughan）, 第10輪, 266順位被紐約大都會選走
- 馬蒂·寇多瓦（英语：Marty Cordova）, 第10輪, 269順位被明尼蘇達雙城選走
- 凱利·史汀涅特（英语：Kelly Stinnett）, 第11輪, 281順位被克里夫蘭印地安人選走
- 崔佛·霍夫曼, 第11輪, 290順位被辛辛那提紅人選走
- 吉姆·湯米, 第13輪, 333順位被克里夫蘭印地安人選走
- 麥克·特朗布里（英语：Mike Trombley）, 第14輪, 373順位被克里夫蘭印地安人選走
- 帕特·拉普（英语：Pat Rapp）, 第15輪, 388順位被舊金山巨人選走
- 葛雷格·佐恩（英语：Gregg Zaun）, 第17輪, 427順位被巴爾的摩金鶯選走
- 布萊恩·賈爾斯, 第17輪, 437順位被克里夫蘭印地安人選走
- 馬克·葛魯齊拉尼克（英语：Mark Grudzielanek）, 第17輪, 450順位被紐約大都會選走, 但未簽約
- 提姆·沃雷爾（英语：Tim Worrell）, 第20輪, 520順位被聖地牙哥教士選走
- 傑夫·肯特, 第20輪, 523順位被多倫多藍鳥選走
- 羅伯特·珀森（英语：Robert Person）, 第25輪, 645順位被克里夫蘭印地安人選走
- 喬·蘭達（英语：Joe Randa）, 第30輪, 773順位被加州天使選走, 但未簽約
- 喬·波羅斯基, 第32輪, 823順位被芝加哥白襪選走
- 希利·哈達威（英语：Hilly Hathaway）, 第35輪, 903順位被加州天使選走
- 荷黑·波沙達, 第43輪, 1116順位被紐約洋基選走, 但未簽約
- 傑森·吉昂比, 第43輪, 1118順位被密爾瓦基釀酒人選走, 但未簽約
- 艾瑞克·楊恩（英语：Eric Young Sr.）, 第43輪, 1123順位被洛杉磯道奇選走
- 查德·柯蒂斯（英语：Chad Curtis）, 第45輪, 1157順位被西雅圖水手選走
- 丹尼·霍金（英语：Denny Hocking）, 第52輪, 1314順位被明尼蘇達雙城選走

## 外部連結
- MLB.com - 1989 Draft Tracker (all rounds)
- MLB.com - Draft History （页面存档备份，存于）
- Complete draft list from The Baseball Cube database （页面存档备份，存于）

| 前任： 安迪·貝內斯 | 選秀狀元 班·麥克唐納 | 繼任： 奇伯·瓊斯 |